# Zettabyte
En zettabyte er 1021 byte = 1 000 000 000 000 000 000 000 byte. Forkortes ZB.
Zetta-præfikset betyder 1021, men har i computermæssig sammenhæng betydet 270. Zebi er et nyt præfiks, som betyder 270. IEC anbefaler at bruge betegnelsen zebibyte, når der beskrives datamængder, som er et multiplum af 270 byte.
Ifølge IDC var der den samlede mængde eksisterende digitalt data i 2006 omkring 161 exabyte; IDC anslår også at den samlede mængde data der vil blive produceret årligt i 2010 vil være på næsten 1 zettabyte.